# بوريس وغليب
بوريس وغليب (Old East Slavic ، Borisŭ i Glěbŭ ؛ (بالروسية: Борис и Глеб)‏ ، (بالأوكرانية: Борис і Гліб)‏ ، Borys i Hlib)، أسماء مسيحية رومان وداوود ، على الترتيب (Old East Slavic ، Romanŭ ، Davydŭ)، يعدون أول قديسيين طوبوا في خفانات الروس بعد تنصير البلاد. يتم الاحتفال بعيدهم في 24 يوليو (6 أغسطس).

## نبة تاريخية

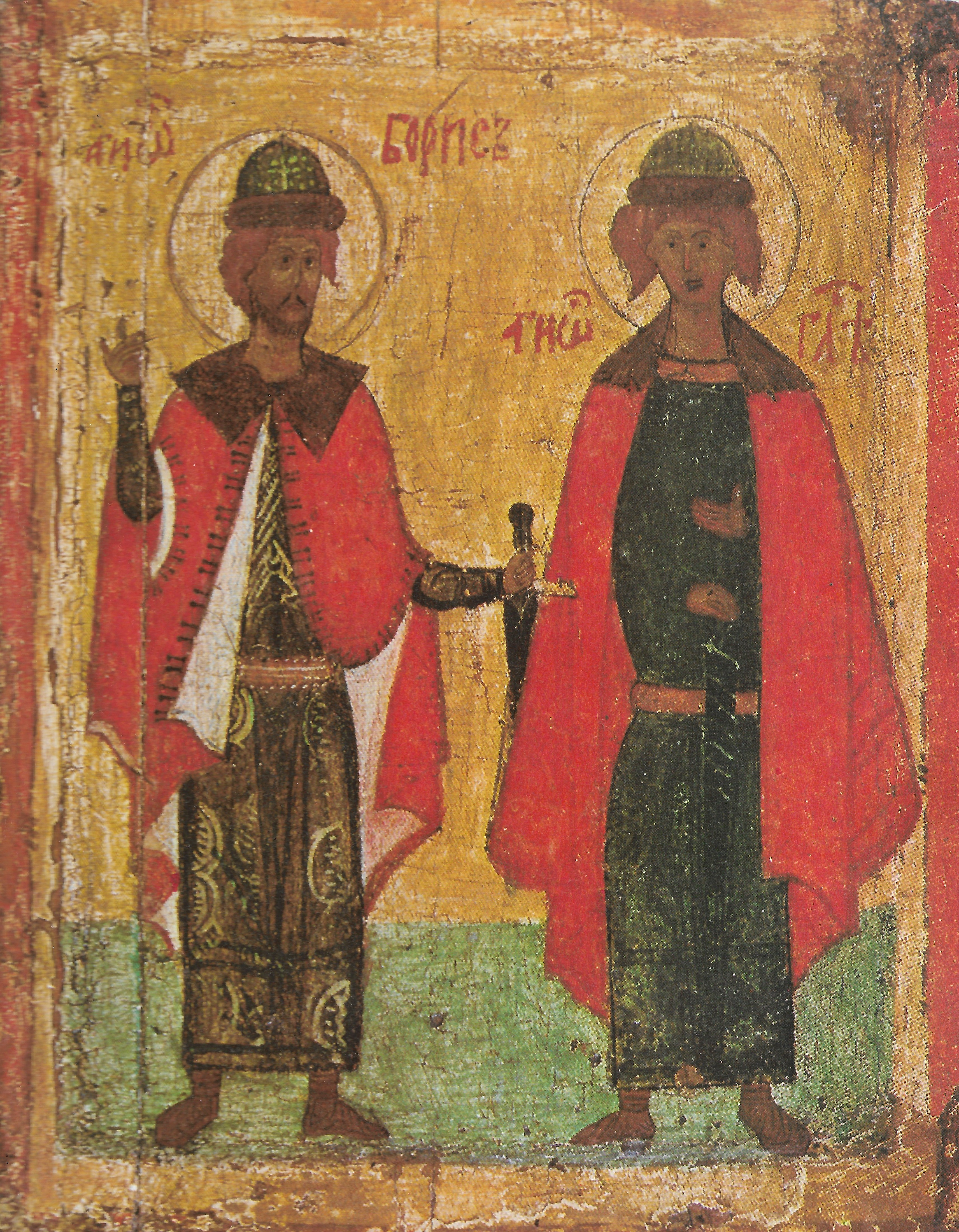
أيقونة روسية للقديسين بوريس وغليب

وفقًا لحياة بوريس وغليب في القرن الحادي عشر (تُنسب إلى نيسطور الكرونكلر ويعقوب الراهب)، كانا أبناء أصغر لفلاديمير العظيم، الذي فضلهم على أطفاله الآخرين. تدعي والدتهما كانت امرأة بلغارية. ومع ذلك، يجادل معظم العلماء المعاصرين بأن بوريس وجليب كان لديهما أمهات مختلفتان وكانا من أعمار مختلفة. بوريس، الأكبر، الذي كان متزوجًا بالفعل وحكم مدينة روستوف، ربما كان يُنظر إليه على أنه الوريث الواضح لعرش كييف. حكم جليب، الذي كان لا يزال قاصرًا، بلدة موروم الواقعة في أقصى الشرق.
قُتل الشقيقان خلال الحروب الضروس 1015-1019. يلقي باللوم على سفيانوبولك فلاديميرزفيتش الأول لاغتيالاتهم. علم بوريس بوفاة والده عند عودته مع جيش روس إلى ألتا. بعد إبلاغه باعتلاء سفياتوبولك العرش وحثه على استبداله، أجاب بوريس: «ليس لي أن أرفع يدي على أخي الأكبر. الآن وقد مات أبي، فليحل محل أبي في قلبي».  وعلى الرغم من موافقة بوريس، سفياتوبلك يرسل بوتشا والنبلاء من فيشيغرود لتنفيذ شقيقه. طعن بوريس وخادمه حتى الموت أثناء نومهم في خيمة. تم اكتشاف أن الأمير لا يزال يتنفس في كيس جثث يتم نقله إلى كييف، لكن الفارانجيين أنهوا حياته بدفع السيف.

## صالة عرض

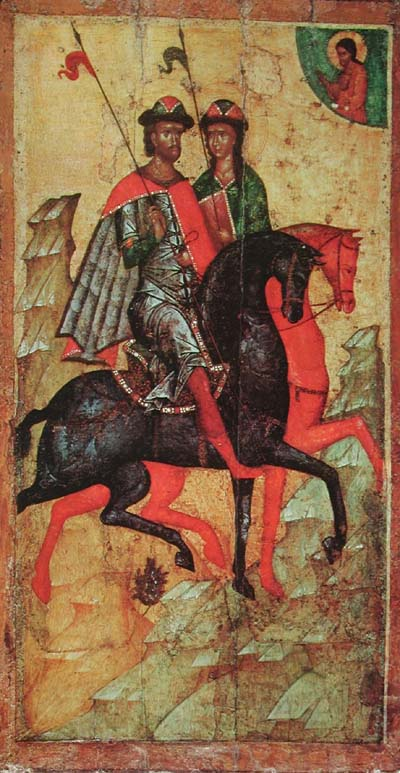
أيقونة القديسين بوريس وجليب على ظهور الخيل. موسكو ، منتصف القرن الرابع عشر ( معرض تريتياكوف ).

## روابط خارجية
- باللغة الروسية فحص نقدي لقصة بوريس وجليب
- باللغة الإنجليزية الأميران بوريس وجليب: شهداء أوليون وحاملو شغف لروسيا القديمة
- نستور: استشهاد بوريس وجليب
- الشهداء وحاملو العاطفة بوريس وجليب أيقونة وسينكساريون أرثوذكسي في 24 يوليو
- ترجمة رفات حامل العاطفة المقدسة بوريس وجليب 2 مايو
- «نقل ذخائر حاملي الآلام المقدسة، أمراء روسيا بوريس وجليب - في المعمودية المقدسة للرومان وداود»، كنيسة القديس لوقا الإنجيلية الأرثوذكسية